# Erëleta Memeti
Erëleta Memeti (* 30. Juni 1999 in Schwäbisch Hall) ist eine kosovarisch-deutsche Fußballspielerin. Sie spielte zwei Jahre beim SC Freiburg, drei Jahre bei der TSG Hoffenheim und steht nun seit 2025 beim Bundesligisten Eintracht Frankfurt unter Vertrag. Seit 2020 läuft die Mittelfeldspielerin für die Nationalmannschaft Kosovos auf, mittlerweile ist sie sogar deren Kapitänin.

## Karriere

### Vereine
Memeti begann bei der Sportkameradschaft Fichtenberg mit dem Fußballspielen. Im weiteren Verlauf kehrte sie in ihrem Geburtsort zurück und spielte dort in der Saison 2015/16 für die B-Jugendmannschaft der Sportfreunde Schwäbisch Hall in der Bezirksstaffel Hohenlohe; in 13 von 18 Saisonspielen erzielte sie drei Tore. In der Saison 2016/17 spielte sie schließlich für den VfL Sindelfingen, für den sie 18 Punktspiele in der Gruppe Süd der seinerzeit zweigleisigen 2. Bundesliga bestritt und sechs Tore erzielte. Ihr Debüt im Seniorinnenbereich gab sie am 16. Oktober 2016 (5. Spieltag) bei der 0:2-Niederlage im Auswärtsspiel gegen die TSG 1899 Hoffenheim. Ihr erstes Tor gelang ihr am 11. Dezember 2016 (10. Spieltag) beim 4:2-Sieg im Heimspiel gegen den TSV Schott Mainz mit dem Treffer zum 1:0 in der ersten Minute.
Mit Saisonbeginn 2017/18 war sie Vertragsspielerin der zweiten Mannschaft des VfL Wolfsburg, für den sie in drei Saisons insgesamt 53 Punktspiele bestritt und dabei zwölf Tore erzielte.
Zur Saison 2020/21 wurde sie vom Bundesligisten SC Freiburg verpflichtet. In ihrer Premierensaison in der höchsten Spielklasse im deutschen Frauenfußball bestritt sie nunmehr als Stürmerin bereits 19 von 22 Punktspielen und debütierte am 6. September 2020 (1. Spieltag) bei der 1:2-Niederlage im Heimspiel gegen Bayer 04 Leverkusen mit Einwechslung für Lina Bürger in der 68. Minute. Ihr erstes Bundesligator erzielte sie am 18. April 2021 (17. Spieltag) bei der 2:3-Niederlage im Auswärtsspiel gegen den VfL Wolfsburg mit dem Führungstreffer zum 1:0 in der 2. Minute. Zur Saison 2022/23 wechselte sie zur TSG 1899 Hoffenheim, bei der sie einen bis zum 30. Juni 2025 datierten Vertrag erhielt.
Beim DFB-Pokal 2025 erreichte Memeti gemeinsam mit der TSG das Halbfinale, im Viertelfinale gegen den Rekordsieger VfL Wolfsburg erzielte sie den entscheidenden Treffer zum 1:0 Endstand. Im Halbfinale gegen den FC Bayern München brachte Memeti die TSG erst 1:0 in Führung, letztendlich konnte aber der FC Bayern das Spiel mit 3:2 für sich entscheiden.
Am 23. April 2025 unterschrieb Memeti einen bis 2027 datierenden Vertrag beim Bundesligisten Eintracht Frankfurt.

### Nationalmannschaft
Memeti bestritt zunächst Länderspiele für die deutschen Nachwuchs-Nationalmannschaften der Altersklassen U16 bis U19, bevor sie ihr Debüt für die U20-Nationalmannschaft am 5. Juni 2018 in Salon-de-Provence bei der 0:3-Niederlage im Testspiel gegen die US-amerikanische U20-Nationalmannschaft gab.
Für die Nationalmannschaft Kosovos debütierte sie am 30. August 2019 im ersten Spiel der EM-Qualifikationsgruppe A beim 2:0-Sieg über die Türkei in Pristina. Ihr erstes A-Länderspieltor erzielte sie am 7. April 2022 in Sandefjord bei der 1:5-Niederlage gegen Norwegen im siebten Spiel der WM-Qualifikationsgruppe F mit dem Treffer zum 1:3 in der 55. Minute.

## Erfolge und Auszeichnungen
- Kosovos Fußballerin des Jahres: 2023[9]